# Vladimír Novotný (kameraman)
Vladimír Novotný (17. října 1914 Tábor – 14. dubna 1997 Praha) byl český filmový kameraman, specialista na animovaný film a na trikové scény.

## Mládí a studia
Narodil se v Táboře v domě čp. 507 v rodině obchodníka střižním zbožím Františka Novotného (pocházel z Rosovic u Dobříše) a Heleny, roz. Štětinové (z rodiny táborského restauratéra). Vyrůstal se starším bratrem Antonínem (15. března 1913 – 24. dubna 2005), pozdějším hercem a výzkumníkem – Dr.Ing.chemie. V Táboře chodil do obecné i měšťanské školy, koncem dvacátých let 20. století se rodina přestěhovala do Prahy. Zde se jako sedmnáctiletý student zúčastnil (1931) spolu s Antonínem filmového výběru pro kompars filmu Před maturitou (1932) – v něm si pak zahrál maličkou roli jednoho z asi 25 studentů. Antonín v konkurzu na malou roli studenta obstál natolik, že potom ve filmu hrál hlavní roli.

## Kameraman
Mezi kameramanskými osobnostmi českého filmu zaujímá zvláštní postavení jak samostatnou cestou i kariérou v animovaném filmu, tak ve filmech hraných svými ojedinělými kameramanskými nápady; byl fenomenálním průkopníkem komplikovaných trikových technik. Z dnešního pohledu se jeho postupy už jeví ve srovnání s postupy digitálními jako „klasické“.
Začal v roce 1932 jako osmnáctiletý asistent kamery, spolupracoval s Karlem Deglem a Václavem Víchem (1898–1966); během vojenské presenční služby (1934–1935) ve Vojenském technickém ústavu začal s animací titulků, grafů a v roce 1935 založil vlastní ateliér (spolu s J. Váchou) AFIT – Ateliér trikových filmů. Pracoval na prvním českém dokonalém kresleném filmu Svatba v korálovém moři, po roce 1955 pracoval jako kameraman u Jiřího Trnky. Touto svojí tvorbou se Novotný zařadil mezi kameramany – osobnosti české školy loutkové animace: Emanuel Franek, Ludvík Hájek, Jiří Vojta, Jiří Šafář a mistr kamery loutkových filmů Vladimír Malík.
V hraných filmech uplatnil mnohé své nápady sám nebo jiní kameramani (např. ve filmu Císařův pekař a Pekařův císař (1951)) to byl historický primát – dvojexpozice. V době vzniku filmu Ať žijí duchové (1977) ještě nebyla skoro žádná triková technika, a tak Novotný prováděl například triky s trpaslíky tak, že vymyslel a použil systém nastavování zrcadel a hodně využil perspektivy – různých vzdáleností snímaných herců od kamery.
Také zde se významně zařadil mezi kameramany hraného filmu – z jeho desítek filmů vynikl zejména Obchod na korze (1965), vyznamenaný cenou Americké Akademie Oscar (režie Ján Kadár a Elmar Klos); Limonádový Joe aneb Koňská opera (1964); trikově náročná Dívka na koštěti 1971) a Jak utopit dr. Mráčka (1974) nebo televizní Arabela (1980) a Rumburak (1984).

## Ocenění
- V roce 1977 na XVII. Mezinárodním filmovém festivalu pro děti a mládež v Gottwaldově: Cena MěNV Gottwaldov za film Ať žijí duchové (1977) – za mimořádný přínos trikové složky filmu
- 1957 Filmová soutěž VI. MFMS v Moskvě získal Zvláštní cenu za kameru ve filmu Ztraceni (1956)
- V roce 1955 obdržel státní vyznamenání „Za vynikající práci“
- Jako prvnímu kameramanovi mu byla 21. ledna 1996 udělena Cena za celoživotní dílo od Asociace českých kameramanů (AČK)

## Filmografie
Kameraman:
| - Vlast vítá–1945 – (II.část) - Betlém–1947 - Legenda o sv.Prokopu–1947 - Premiera–1947 - Špalíček–1947 - Malý partyzán–1950 - Nad námi svítá–1952 - Velké dobrodružství–1952 - Olověný chléb–1953 - Byl jednou jeden král–1954–(triky) - Frona–1954 - Červený mák–1955 - Mladé dny–1955 - Vzorný kinematograf Haška Jaroslava–1955 - Spartakiáda–1955 - Ztracenci–1956 - Hra o život–1956 - V proudech–1957 - O věcech nadpřirozených–1958–(Glorie) | - Morálka paní Dulské–1958 - Probuzení–1959 - Laterna magika–1960 - Muž z prvního století–1961 - Jiří Plachý(medailon)–1961 - Oranžový měsíc–1962 - Krkolomná jízda–1962 - Limonádový Joe aneb Koňská opera–1964 - Obchod na korze–1965 - Autorevue(televizní hudební groteska)–1966 - Happy end–1967 - Těch několik dnů–1968 - Touha zvaná Anada–1969 - Psíčci lorda Carletona(TV film)–1970 - Dívka na koštěti–1971 - Šest medvědů s Cibulkou–1972 - Tří chlapi na cestách–1973 - Jak utopit dr. Mráčka aneb Konec vodníků v Čechách–1974 |

### II. kamera
- Podobizna–1932
- Polibek ze stadionu–1932

### Trikové snímky
- Strakonický dudák – 1955
- Ať žijí duchové – 1977
- Arabela – 1980
- Monstrum z galaxie Arkana – 1981
- Sůl nad zlato – 1982
- Tři veteráni – 1983
- Létající čestmír 1983
- Rumburak – 1984
- Kam doskáče ranní ptáče – 1987

### Odborný poradce a spolupráce
- Píseň o sletu I. a II (Dokument–barevný) – 1948
- Přehlídka (Dokument) – 1951

### Pedagogické vedení (na FAMU)
- Červené tulipány – 1952
- v letech 1953 až 1957: Vianočný dar; Nejšťastnější člověk; Matúš; Hastrman; Schůzka o půl čtvrté; Než se rozhrne opona
- v roce 1958: Tajemství písma; Noční návštěva; Déšť padá shora; Pohádka o kouzelné píšťalce; Linka 515-42

### Autor námětu – scenárista
- Premiéra – 1932